# Alfa Romeo 110AF
La gamme Alfa Romeo 110 AF sont des trolleybus fabriqués par le constructeur italien Alfa Romeo V.I. à partir de 1934. La version rigide de 12 mètres remplace le modèle 85 AF à 3 essieux après la mise en application du nouveau code des transports promulgué en Italie. C'est aussi le premier trolleybus du constructeur milanais conçu pour être utilisé sur les réseaux très étendus des grandes villes avec un trafic important.
Il existe trois modèles distincts :
- AF - caisse rigide à 3 essieux d'une longueur de 12 mètres, avec traction électrique,
- ANF - caisse rigide à 3 essieux d'une longueur de 12 mètres, avec traction mixte diesel-électrique. Le trolleybus pouvait fonctionner uniquement avec le moteur diesel et devenait alors un autobus, soit avec le moteur électrique alimenté par les perches, soit en mixte avec le moteur diesel qui alimentait des batteries qui alimentaient le moteur électrique.
- AFS - caisse articulée de 19 mètres composée d'une motrice standard à 3 essieux de 12 mètres et d'une remorque reposant sur une articulation avec soufflet de communication coté motrice et deux essieux simples à l'arrière mais directeurs afin de réduire le rayon de braquage de l'ensemble qui pesait 31 tonnes à vide. Il pouvait transporter 180 passagers. Ce modèle a été le premier autobus articulé au monde.

(NDR : Conformément à la législation italienne en vigueur à l'époque, les autobus et trolleybus standard rigides à 2 essieux ne pouvaient mesurer plus de 10 mètres de longueur. Au delà, ils devaient comporter 3 essieux et mesurer au maximum 12 mètres de longueur.)
La solution autobus articulé a été inventée par la Carrosserie Macchi de Varese avec les autobus Alfa Romeo 85 A en 1935 avec la version avec remorque inter-communicante par soufflet, puis en 1939 avec le modèle Alfa Romeo 110 AM.
Le modèle rigide repose sur un châssis spécifique à trois essieux de 12 mètres de longueur. Le moteur est un Alfa Romeo diesel 6 cylindres à injection directe type AR.1603, développant 140 ch CUNA à 1.700 tours par minute.

## Histoire
Ce trolleybus est resté pendant 10 ans au catalogue du constructeur milanais et a été un des modèles les plus produits.
Trois unités AR 110 AF/2 achetées par l'ATAG de Rome ont été revendues en 1951 à l'ATM de Milan qui les a entièrement rénovées et utilisées jusqu'en 1973. L’équipement de traction de ces trois exemplaires était fourni par Ercole Marelli. Par contre un très grand nombre de modèles en service à Milan durant la Seconde Guerre mondiale ont été réquisitionnés par les troupes nazies et envoyées en Allemagne. Les exemplaires préservés sont restés en service opérationnel jusqu'en 1965. L'équipement de traction électrique d'origine était un moteur Breda MTR 290/230 ou CGE CV 1216 développant une puissance de 120 HP pour le moteur Breda et 114 HP pour le moteur CGE. Leur capacité était de 89 passagers debout plus 45 assis.
Versions commandées par l'ATM de Milan : 
- 110 AF/5 Macchi-Breda (20 exemplaires en 1939)
- 110 AF/5 Varesina-Breda (10 exemplaires en 1939)
- 110 AF/8 Macchi-CGE (10 exemplaires en 1943-44)

On retrouve l'utilisation de ces trolleybus dans plusieurs villes italiennes comme Gènes (Trolleybus de Gênes), Venise Lido, Rome, Naples, Salerne et Palerme. Nombreux furent les carrossiers qui les fabriquèrent : Casaro, SIAI Marchetti, Macchi, Varesina, Piaggio et Officine Reggiane.
Pendant la Seconde Guerre mondiale, les autorités d'occupation allemandes ont volé trois trolleybus à Rome et les ont transférés à Gdynia, où ils ont été mis en service en 1947.

## Le trolleybus 110 AFS articulé 5 essieux
En 1946, Alfa Romeo V.I. a construit un exemplaire spécial articulé à 5 essieux pour l'ATAG de Rome. Ce véhicule mesure 19 mètres de longueur et pèse 31 tonnes. Il peut transporter 180 passagers. Équipé de moteurs électriques Tecnomasio de 120 kW sous 550 volts. Pour respecter les contraintes du code de la route italien sur les rayons de giration, les deux essieux arrière sont directeurs.